# ماري ماركيز
ماري ماركيز (بالإنجليزية: Mary Marquis)‏ هي مذيعة أخبار بريطانية، ولدت في القرن العشرين.